# Maria Magdalenakapel (Brumholt)
De Maria Magdalenakapel is een kapel in buurtschap Brumholt bij Neer in de Nederlandse gemeente Leudal. De kapel staat aan de straat Brumholt ten noordwesten van het dorp Neer.
De kapel is gewijd aan de heilige Maria Magdalena.

## Geschiedenis
Tot in 1960 of 1965 had er hier reeds een kapel gestaan, maar deze werd toen vanwege de bouwvallige staat met ruilverkaveling afgebroken.
In 1987 werd de kapel door omwonenden gebouwd ter viering van het 40-jarig bestaan van de buurtvereniging. Op 17 april 1988 werd de kapel ingezegend.

## Gebouw
De in rode bakstenen opgetrokken kapel heeft een driezijdige koorsluiting en wordt gedekt door een zadeldak met leien. De kapel heeft geen vensters en op de hoeken zijn er schuin uitgemetselde tweeledige overhoekse steunberen geplaatst met witte natuurstenen afdeklijsten. Onder de dakrand is siermetselwerk toegepast. De frontgevel is een tuitgevel met verbrede aanzet met de linker- en rechter uiteindes in witte natuursteen en op de top van de tuit een smeedijzeren kruis. In de frontgevel bevindt zich de spitsboogvormige toegang, afgesloten met een dubbel spijlenhek, met een boog waarvan de sluitsteen en aanzetstenen in witte natuursteen zijn uitgevoerd. In de sluitsteen is de tekst ANNO 1987 aangebracht.
Van binnen is de kapel uitgevoerd in baksteen onder een gestuukt spitsbooggewelf. In de achterwand is een spitsboogvormige nis aangebracht die wordt afgesloten met een zwart geschilderd traliehek. In de nis staat een ongepolychromeerd houten beeld van de heilige die haar toont in een eenvoudig lang gewaad met op haar linkerarm een doodskop. Op de sokkel van het beeld staat de tekst h.m. magdalena.